# Битолски албански клуб
Битолският албански клуб „Единство“ (на албански: Bashkimi) е политическа организация на албанците в Битоля, център на Битолския вилает на Османската империя, съществувала в 1908 - 1909 година.
Клубът се появява след позволяването на легалната политическа дейност след Младотурската революция от юли 1908 година. Такива клубове възникват и в другите два вилаетски центъра - Солун и Скопие, а по-късно и в Дебър. Солунският и Скопският албански клуб обаче представляват проосманското течение в албанската политика, докато Битолският - националистическото. Битолският клуб има своя програма и действа независимо от другите. Основната им задача е отваряне на албански училища и решаване на въпроса с писмеността - латинската, арабската или гръцката ще бъде избрана за албанския език. Битолският клуб поддържа латиницата и по негова инициатива на 14 - 22 ноември 1908 година в Битоля се провежда Битолският конгрес, на който е избрана латиницата. На следната 1909 година в клубовете се формират и тайни революционни комитети за въоръжени акции.
С прилагането на член № 4 от Закона за сдруженията, забраняващ организации с етнически характер, Битолският клуб се разпуска.